# کیم بیزلی
کیم بیزلی (انگلیسی: Kim Beazley؛ زادهٔ ۱۴ دسامبر ۱۹۴۸) سیاستمدار، دیپلمات، و استاد دانشگاه اهل استرالیا است. وی از سال ۲۰۱۸ فرماندار ایالت استرالیای غربی شده‌است. پیش تر سمت معاون نخست‌وزیر استرالیا و رهبر اپوزیسیون را بر عهده داشت. بیزلی سفیر استرالیا در ایالات متحده آمریکا هم بوده‌است.
وی همچنین برندهٔ جوایزی همچون بورسیه رودز شده‌است.